# Путилин, Алексей Александрович
Алексей Александрович Путилин (род. 19 октября 1970) — советский и российский хоккеист, защитник.

## Биография
Воспитанник ЦСКА. Начинал играть в первой лиге за СКА МВО Калинин (1988/89 — 1989/90). В высшей лиге СССР выступал за «Торпедо» Ярославль (1990/91 — 1991/92), в МХЛ и РХЛ — за «Спартак» Москва (1992/93 — 1995/96, 1997/98) и «Северсталь» (1998/99). В сезоне 1995/96 играл за финский клуб «ТуТо», в сезоне 1996/97 — за японский «Ниппон Пэйпер Крэйнс». В сезоне 1999/2000 выступал за клуб второй российской лиги «Титан» Клин.
Обладатель Кубка Америки 1992. Участник турне в Канаде 1993.
Провёл 9 матчей, забил одну шайбу в составе сборной России.